# H2 (DBMS)
H2는 자바로 작성된 관계형 데이터베이스 관리 시스템이다. 자바 애플리케이션에 임베드하거나 클라이언트-서버 모드에서 구동할 수 있다.
이 소프트웨어는 오픈 소스 소프트웨어 모질라 공용 허가서 2.0 또는 오리지널 이클립스 공용 허가서로 이용이 가능하다.

## 주요 기능
SQL 표준의 일부가 지원된다. 주 프로그래밍 APi는 SQL과 JDBC이지만 데이터베이스 또한 PostgreSQL 서버처럼 동작하기 위해 PostgreSQL ODBC를 사용하여 지원한다.
인메모리 테이블과 디스크 기반 테이블을 둘 다 생성할 수 있다. 테이블은 영구적이거나 일시적일 수 있다. 인덱스 타입은 인메모리 테이블의 경우 해시 테이블이거나 트리로 사용 가능하며, 디스크 기반 테이블에는 B 트리를 사용할 수 있다. 모든 데이터 조작은 트랜잭션에 기반한다. 테이블 수준의 잠금과 다중 버전 동시성 제어(MVCC)가 구현되어 있다. 2단계 커밋 프로토콜 프로토콜도 지원하지만 분산 트랜잭션을 위한 표준 API는 구현되어 있지 않다.

## 역사
H2 데이터베이스 엔진의 개발은 2004년 5월에 시작되었으며 첫 판은 2005년 12월에 출시되었다. 데이터베이스 엔진은 Thomas Mueller가 작성하였다. 그는 자바 데이터베이스 엔진 하이퍼소닉 SQL(Hypersonic SQL)을 개발하였다. 2001년, 하이퍼소닉 SQL 프로젝트는 중단되었고 HSQLDB 그룹이 창설되어 하이퍼소닉 SQL 코드에 대한 작업을 계속해나갔다. H2라는 이름은 하이퍼소닉 2(Hypersonic 2)를 뜻하지만 H2는 하이퍼소닉 SQL 또는 HSQLDB와 코드를 공유하지 않는다. H2는 완전히 새로 개발된 것이다.

## 같이 보기
- 아파치 더비